# Jerzy Solak
Jerzy Jakub Solak (ur. 22 sierpnia 1910 w Przecławiu, zm. 5 lutego 2002 w Emeryville) – major inżynier pilot Polskich Sił Powietrznych, uczestnik Bitwy o Anglię, kawaler Virtuti Militari.

## Życiorys
W 1928 r. zdał egzamin maturalny we Lwowie i rozpoczął naukę na Wydziale Inżynierii Lądowej i Wodnej na Politechnice Lwowskiej. Studia ukończył w 1933 r. z tytułem inżyniera. Jeszcze w czasie nauki związał się z lotnictwem, latał w Aeroklubie Lwowskim. Na studiach posiadł też znajomość języków obcych: angielskiego, niemieckiego i francuskiego. Zdecydował się na odbycie służby wojskowej w lotnictwie, został skierowany do Szkoły Podchorążych Rezerwy Lotnictwa. Ukończył ją w 1934 r. z pierwszą lokatą i został przydzielony do rezerwy w 6. pułku lotniczym.

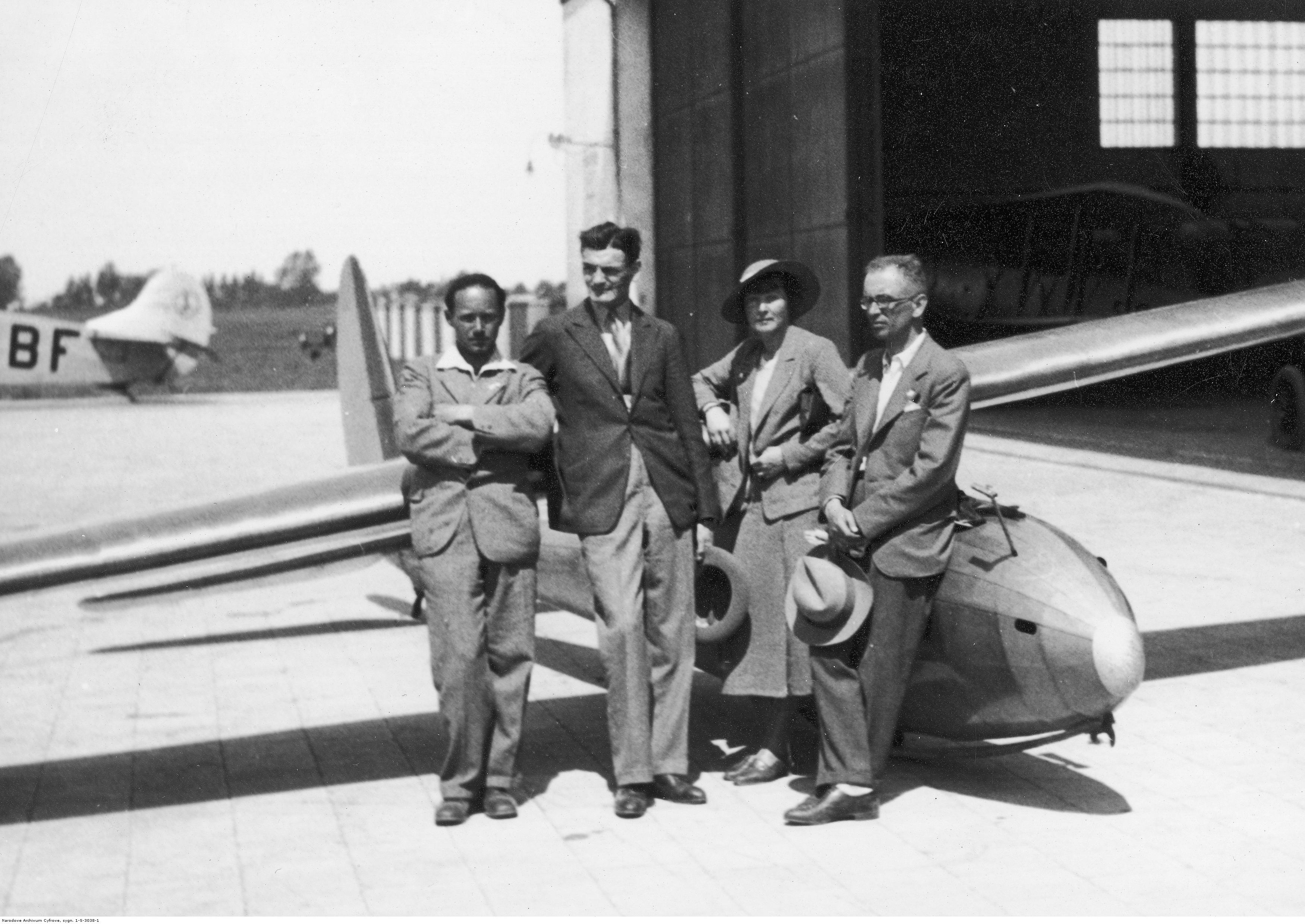
Piloci Aeroklubu Lwowskiego przed odlotem do Bukaresztu. Jerzy Solak pierwszy z lewej.

Zaangażował się w działalność sportową. Od maja do czerwca 1934 r. uczestniczył w kursie szybowcowym w Bezmiechowej, gdzie uzyskał kategorię C pilota szybowcowego. W czerwcu tego samego roku wziął udział, na RWD-5, w wyprawie polskich pilotów sportowych do Bukaresztu. W tym samym roku odbył na lotnisku w Skniłowie kurs lotów na holu.
W dniach 13–14 czerwca 1936 r. wystartował w III Locie Północno-Wschodniej Polski. W 6. Krajowym Lotniczym Konkursie Turystycznym rozegranym we wrześniu zajął w pierwszym etapie drugie miejsce (w załodze z bratem Bolesławem) w kategorii seniorów. W kolejnych etapach plasowali się również w czołówce, co zaskutkowało zajęciem drugiego miejsca w klasyfikacji generalnej. Od PLL LOT otrzymali bezpłatne bilety na przelot do Salonik, paliwo umożliwiające 15 godzin lotu oraz medale pamiątkowe.

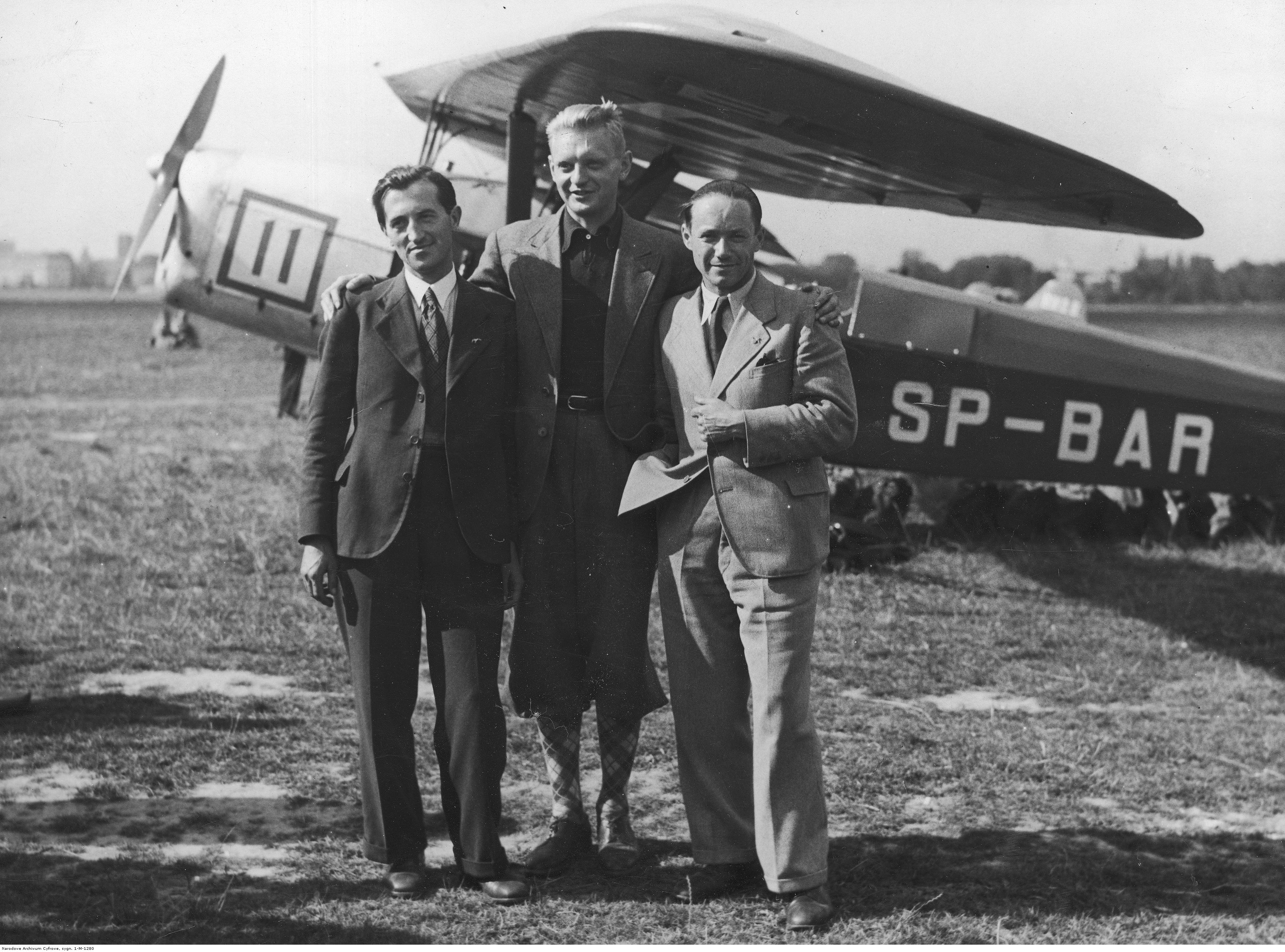
Jerzy Solak (pierwszy z prawej) przed Krajowymi Zawodami Lotniczymi w 1937 r.

W 1937 r., również w załodze z bratem Bolesławem, został zakwalifikowany do udziału w VI Meetingu w Zurychu planowanym na 23 lipca – 1 sierpnia. Jako przedstawiciel Aeroklubu Lwowskiego został również zgłoszony do udziału w Krajowych Zawodach Lotniczych. W III Zlocie do Morza 17 lipca zajął siódme miejsce. W Krajowych Zawodach Lotniczych był najlepszy wśród reprezentantów Aeroklubu Lwowskiego, aeroklub zajął drugie miejsce w klasyfikacji generalnej. W Zurychu zdobył czwarte miejsce. Jako nagrodę otrzymał medal pamiątkowy i paliwo na 10 godzin lotu. Ponadto otrzymał nagrodę Marszała Edwarda Rydza-śmigłego oraz Dowódcy Lotnictwa gen. Ludomiła Rayskiego.
W lutym 1938 r., również z bratem, wystartował w V Podlasko-Lubelskich Zawodów Zimowych gdzie zajął czwartą lokatę. Został zgłoszony do udziału w Krajowych Zawodach Lotniczych w 1938 r. ale tuż przed zawodami jego kandydatura została wycofana. W kwietniu 1939 r. został wybrany do składu Komisji Rewizyjnej Aeroklubu Rzeczypospolitej Polskiej. W czerwcu wziął udział w Pomorskich zawodach lotniczych. W sierpniu poleciał z bratem Bolesławem na zlot w Wielkiej Brytanii. Był to pretekst do rozpoznania sytuacji na niemieckich lotniskach i oszacowania ilości stacjonujących na nich samolotów Luftwaffe. Do Polski powrócili z końcem sierpnia.
Po wybuchu II wojny światowej został zmobilizowany i przydzielony do 6. pułku lotniczego. Powierzono mu zadanie ewakuacji uczniów szkół lotniczych przez Rumunię do Francji. Następnie w styczniu 1940 r. wyjechał do Wielkiej Brytanii, gdzie zgłosił się do służby w polskim lotnictwie, otrzymał numer służbowy RAF 76766. Po przeszkoleniu na brytyjskim sprzęcie w sierpniu otrzymał przydział do 151. dywizjonu. We wrześniu został przeniesiony do dywizjonu dywizjonu 249, w składzie którego walczył do końca bitwy o Anglię. 22 lutego 1941 r. został przeniesiony do polskiego dywizjonu 317. 18 grudnia brał udział w kolizji ze Supermarine Spitfire Mk Vb pilotowanym przez por. Mariana Sikorskiego. W wyniku zderzenia Sikorski zginął a Solak odniósł niegroźne obrażenia. Od 9 czerwca 1942 r. latał w składzie dywizjonu 164, a od 8 sierpnia w dywizjonie 609.
Wykonywał loty w osłonie konwojów morskich. W lutym 1943 r, został przydzielony do Jednostki Doświadczalnej Walki Powietrznej (AFDU), stąd w maju został przeniesiony do dywizjonu 41. W trakcie służby w tej jednostce 4 czerwca zestrzelił Fw 190. We wrześniu został przeniesiony na stanowisko oficera przy Dowództwie Lotnictwa Myśliwskiego. Stąd został przeniesiony na stanowisko adiutanta gen. Stanisława Ujejskiego i razem z nim odbył szereg podróży na Bliski Wschód, do Afryki i Włoch.
Od października 1943 r. służył w Polskim Dowództwie Lotnictwa Myśliwskiego, a w kwietniu 1944 r. został przeniesiony do 43. Grupy Myśliwskiej 9. Armii Lotniczej USA. Wykonywał z Amerykanami loty bojowe na atakowanie celów naziemnych. 10 sierpnia, podczas jednego z nich, jego P-47 Thunderbolt (nr ser. 42-26334) został zestrzelony przez niemiecką obronę przeciwlotniczą w rejonie Tinchebray. Ranny został wzięty do niewoli i przetransportowany do szpitala w Paryżu. Udało mu się z niego uciec i ukryć do momentu nadejścia wojsk aliantów.
18 grudnia 1944 r. został przydzielony do dowództwa polskiego lotnictwa w Blackpool, od 7 czerwca 1945 r. był polskim oficerem łącznikowym w 84. Grupie RAF. 6 maja 1946 został przeniesiony do Polskiej Bazy Myśliwskiej w Coltishall. Po demobilizacji w 1946 r. zdecydował się pozostać na emigracji. W Wielkiej Brytanii zaproponowano mu pracę przy kładzeniu torów kolejowych. Założył własną firmę i pracował przy odbudowie Londynu. W 1949 r. wyjechał z żoną do Stanów Zjednoczonych. Początkowo zamieszkał w Nowym Jorku, następnie przeniósł się do Kalifornii, gdzie znalazł zatrudnienie jako architekt. W San Francisco pracował przy projektowaniu budynku miejskiej opery i wieżowców.
W 1990 r. przeszedł na emeryturę i przeprowadził się do Emeryville, gdzie zmarł 5 lutego 2002 r. Na liście Bajana został sklasyfikowany na 301. pozycji z jednym pewnym zwycięstwem.

## Ordery i odznaczenia
Za swą służbę otrzymał odznaczenia:
- Krzyż Srebrny Virtuti Militari nr 11122,
- Krzyż Walecznych – trzykrotnie,
- Medal Lotniczy – trzykrotnie,
- Polowa Odznaka Pilota,
- Odznaka za Rany i Kontuzje.